# Dusa
La dusa (gen. Dusa) è un crostaceo estinto, appartenente ai decapodi. Visse tra il Triassico superiore e il Giurassico superiore (Norico - Titoniano, circa 210 - 148 milioni di anni fa) e i suoi resti fossili sono stati ritrovati in Europa. 

## Descrizione
Questo animale possedeva un aspetto simile a quello di un gambero, e la lunghezza non superava i 10 centimetri. Il carapace era subrettangolare, leggermente più stretto nell'estremità anteriore. Il rostro era dotato di numerosi dentelli diretti in avanti. Le prime tre appendici toraciche (pereiopodi) erano allungatissime e sottili, e dotate di chele. L'addome era composto da elementi subrettangolari. Le antenne erano eccezionalmente allungate, e superavano la lunghezza complessiva del corpo.

## Classificazione

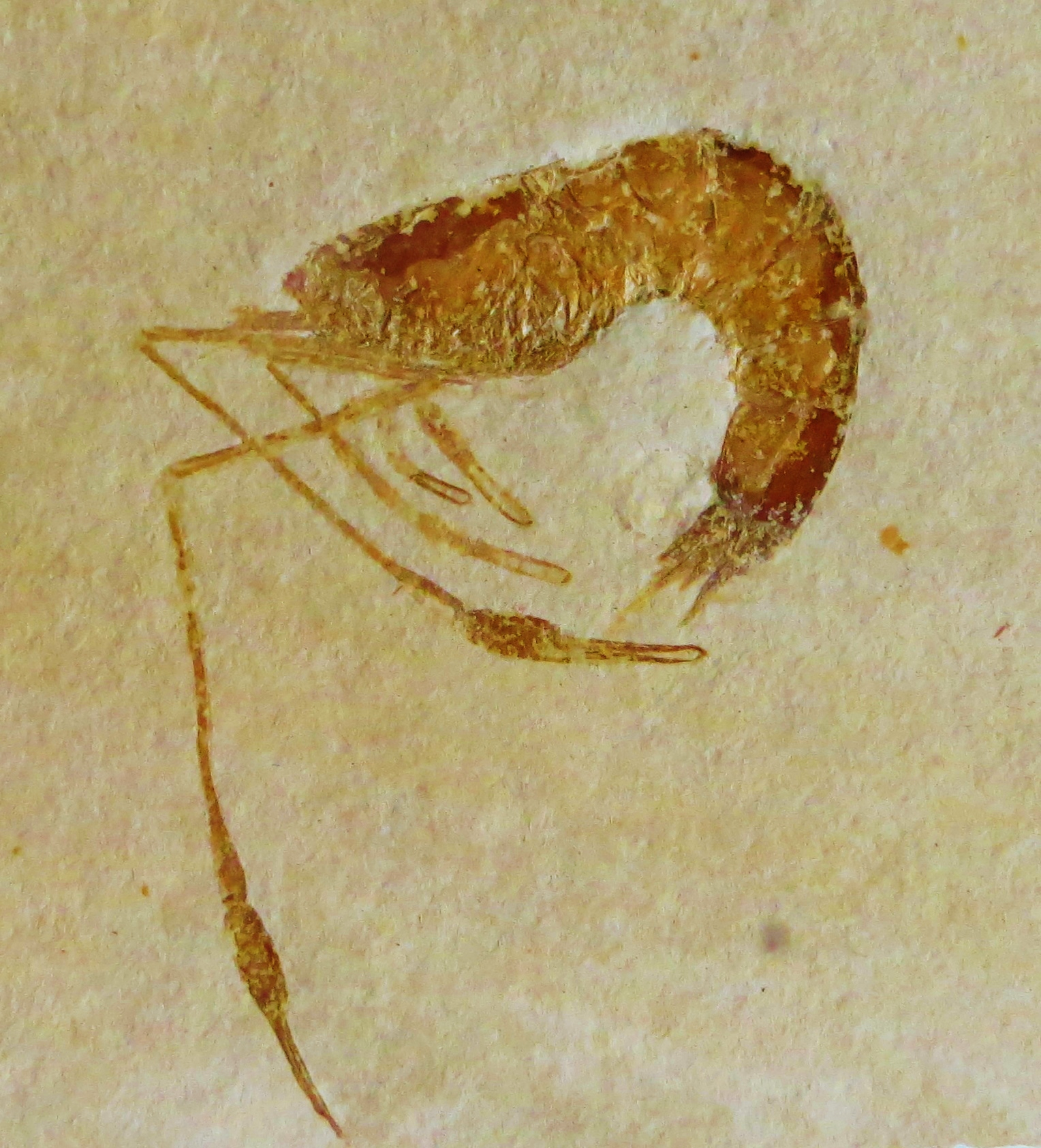
Fossile di Dusa monocera

Il genere Dusa venne istituito da Muenster nel 1839, con la determinazione di due specie, Dusa monocera e D. denticulata, entrambe provenienti dal Giurassico superiore di Solnhofen (Baviera). Dallo stesso giacimento sono note altre due specie (D. araneae e D. bronni), mentre dall'Italia settentrionale, in strati molto più antichi (Triassico superiore) proviene la specie D. longipes. Quest'ultima specie venne inizialmente attribuita in un genere a sé stante (Palaeodusa) da Pinna nel 1974, ma successivamente venne riconosciuta l'appartenenza al genere Dusa. D. longipes si rinviene in vari giacimenti della Lombardia, del Friuli e del Lazio. Dusa appartiene ai peneidi, un gruppo di crostacei decapodi rappresentati attualmente da numerose forme dei mari caldi e tropicali.

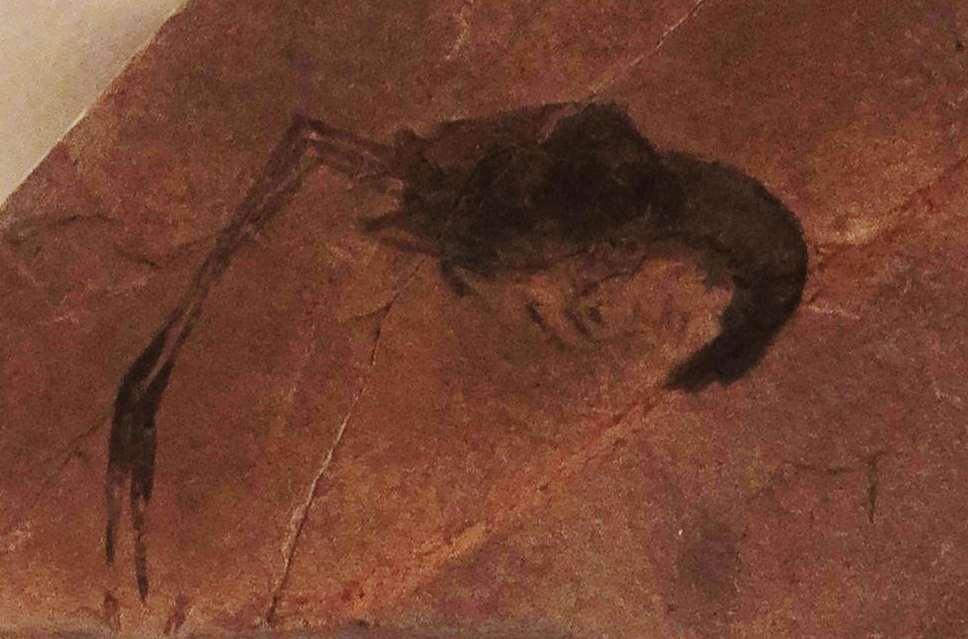
Fossile di Palaeodusa (=Dusa) longipes

## Paleobiologia
I fossili di Dusa longipes mostrano un possibile dimorfismo sessuale: alcuni esemplari sono dotati di una chela con index e dactylus di eguale lunghezza e non uncinati, mentre altri possiedono un dactylus più lungo dell'index. Queste differenze potrebbero essere anche di tipo ontogenetico o dovute a variazioni intraspecifiche (Garassino et al., 1996).